# Infanteria de Marina Mexicana
El Cos d'Infanteria de Marina és el cos de marins i forces amfíbies de l'Armada de Mèxic.
La principal tasca del cos d'infanteria és la de garantir la seguretat marítima de les costes i ports mexicans, en contra de qualsevol amenaça interna o externa. Per dur a terme aquesta labor, el cos està entrenat i equipat per realitzar qualsevol tipus d'operació necessària ja sigui en el mar, a la terra o en l'aire.

## La seva missió
Executar operacions d'assalt amfibi, projectant tropes d'infanteria de marina de manera immediata i decidida en una platja o àrea hostil, per prosseguir amb objectius terra endins; localitzar, prendre el contacte i destruir a l'enemic per mitjà del foc i la maniobra; negar i rebutjar l'assalt enemic emprant els mitjans d'acció de què es disposa; realitzar operacions que no necessàriament requereixen l'ocupació de la força militar, tals com a suport a la població civil en zones i casos de desastre o emergència, operacions cívic militars, de policia marítima, policia naval, contra el crim organitzat, contra el terrorisme, de seguretat a instal·lacions estratègiques i de suport a altres institucions en els tres nivells de govern, amb la finalitat de contribuir en la defensa exterior i coadjuvar en la seguretat interior del país.
Els Infants de Marina estan sempre llestos per actuar des de l'aire, la terra i el mar. Aquesta capacitat única distingeix als Infants de Marina com una força altament eficaç en el combat per a la defensa del territori nacional o per donar suport al seu poble i actuar en zones de desastre o emergència.